# Rugby à XV en Russie
Cet article traite du rugby à XV en Russie.
La Russie est considérée comme une nation stable du rugby, le pays évoluant en deuxième division et s'étant qualifié pour la coupe du monde 2011.

## Histoire
L'histoire du rugby à XV en Russie est marquée par différentes interdictions, que cela soit durant la période tsariste ou soviétique[réf. souhaitée].

### Période tsariste
Le rugby dans l'Empire russe est joué seulement sporadiquement.
M. Hopper, un Écossais qui a travaillé à Moscou, organise une rencontre dans les années 1880.
En 1886, la police russe condamnent le rugby le jugeant brutale, et « susceptible d'inciter à des manifestations et des émeutes ». Cette condamnation par la police du tsar a probablement dissuadé de nombreuses personnes, et les traces du rugby au cours des trente années suivantes sont rares. Certains matchs de rugby était encore joués en 1908, mais le premier match officiel a eu lieu à Moscou en 1923.

### Post indépendance
La chute de l'Union soviétique a eu deux principales conséquences, d'une part la perte d'un grand nombre de joueurs et de fans, et d'autre part, la défection de nombreux joueurs vers le rugby à XIII. Les deux zones principales pour le rugby russe sont Moscou et la Sibérie, et dans une moindre mesure, Saint-Pétersbourg.

## Organisation
La Fédération russe de rugby à XV organise les compétitions de rugby en Russie.

## Joueurs notables
Le joueur russe le plus notable est probablement Igor Mironov qui a joué pour les Barbarians à plusieurs reprises au cours des années 1980. Vasily Artemiev a joue pour Northampton Saints dans l'élite anglaise.

## Équipe nationale
L'Équipe de Russie de rugby à XV représente le pays lors des rencontres internationales. L'équipe se qualifie pour lac compétition principale de rugby à XV, la coupe du monde en 2011. La Russie a également participé à la Coupe des nations.

## Clubs
Le championnat de Russie de rugby à XV regroupe les meilleurs clubs de Russie. Le club d'Enisei-STM devient le premier club russe à se qualifier pour une coupe d'Europe, le Challenge européen 2015-2016. Le club remporte deux matches à domicile, contre les français du CA Brive dans un premier temps, puis contre les Anglais des Newcastle Falcons. Le club sibérien se qualifie de nouveau pour la compétition suivante.

## Climat
En 1978, la Russie a établi le record du match avec la température la plus basse jamais joué avec −23 °C, quand Krasnojarsk rencontre le Polyechika Alma. Les joueurs de Krasnoyarsk ayant parcouru plus de 2 000 kilomètres pour disputer le match, le match n'a pas été annulé. Au lieu de cela, les joueurs se sont résolus à porter des cagoules, des gants, et plusieurs couches de vêtements pour combattre le froid.
Le climat extrême de la Russie reste un problème dans le développement du rugby, les matchs sont parfois joués sur la neige.